# Autoroute AP-69 (Espagne)
Pour les articles homonymes, voir Autoroute des Deux Mers (homonymie).
L'autoroute AP-69 appelée aussi Autopista Dos Mares est une autoroute payante en projet qui reliera Miranda de Ebro à Reinosa (Cantabrie).
Elle double la N-232 entre ces 2 villes et prolonge l’AP-68 jusqu'à la côte Cantabrique près de Santander.
Cette autoroute est le dernier tronçon à construire pour relier la mer Méditerranée à l’océan Atlantique par autoroute. L'AP-69 et l'AP-68 vont permettre de traverser le nord de l'Espagne d'est en ouest en reliant les 2 côtes.

## Sorties
Les sorties ne sont pas complètes car c'est une autoroute en projet et donc il y a seulement les principales intersections
| Sorties | Villes                                                                         |       |
| ------- | ------------------------------------------------------------------------------ | ----- |
|         | Logroño - Tudela - Saragosse                                                   | AP-68 |
|         | Vitoria-Gasteiz - Bilbao - Saint Sébastien Burgos - Madrid - Leon - Valladolid | AP-1  |
|         | Palencia Torrelavega - Santander                                               | A-67  |